# Correbia affinis
Correbia affinis là một loài bướm đêm thuộc phân họ Arctiinae, họ Erebidae.